# ヤコブ・マリス
ヤコブ・マリス（Jacob Maris、1837年8月25日 - 1899年8月7日）は、オランダの画家である。ハーグ派の画家の一人で風景画などを描いた。

## 略歴
デン・ハーグで生まれた。画家になった2人の弟、マティス・マリス(Matthijs Maris:1839–1917)とウィレム・マリス(Willem Maris:1844-1910)がいる。父親は出版の仕事をしていて、父親が持ち帰るオランダの画家や外国の画家の複製画が息子たちの美術への関心を高め、模写して楽しんだ。12歳で装飾画家のJohannes Stroebel (1821-1905)のスタジオに入り、翌年、ハーグの美術学校で学んだ。1853年に舞台芸術家のフーベルタス・ファン・ホーフェ（Hubertus van Hove）の弟子になり、アントウェルペンに移り、1854年から1856年まで アントウェルペンの王立美術アカデミーの夜間クラスで学んだ。
1855年に弟のマティス・マリスが奨学金を得て、アントウェルペンの王立美術アカデミーに入学してきて、兄弟はマティスの奨学金で生活し、ヤコブはファン・ホーフェの仕事を辞めた。兄弟でスタジオを開きアメリカ向けに絵を売って生活費を稼ぐことができた。1858年にハーグに戻り、ハーグでも兄弟でスタジオを開いた。
オランダ王室の王女から、オラニエ＝ナッサウ家の家系の8枚の肖像画の模写を注文を受けて、1861年にこの仕事のため資金で、兄弟は模写する作品のあるドイツのケルンやマンハイム、ハイデルベルク、カールスルーエ、スイスのローザンヌ、フランスのディジョン、フォンテーヌブロー、パリなど各都市を旅した。
ハーグに戻りしばらくハーグの美術学校に戻った後、1865年の春にパリに移った。パリには1871年まで滞在した。パリでは人気のあった画家、エルネスト・エベールの工房で数ヶ月、働いた後、有力な画商、グーピル商会と契約し感傷的な風俗画などを描いた。1891年にはマティス・マリスもパリに呼んだ。パリではアンリ・ファンタン＝ラトゥールやジャン＝バティスト・カミーユ・コローらと知り合い、多くの画家も描いたモンティニー＝シュル＝ロワンの風景なども描いた。
普仏戦争と、パリ・コミューンの混乱の後、1871年にハーグに帰国し、ハーグの美術集団、プルクリ・スタジオのメンバーとなった。1870年代後半からオランダで評価され始め1880年代になったて人気になった。ハーグ派のメンバーで、弟子として知られている画家にはウィレム・デ・ズワルトがいる。
60代になる頃から喘息に苦しむようになり、医師の勧めでチェコの保養地、カルロヴィ・ヴァリで療養を始めたが、そこで急死した。

## 作品

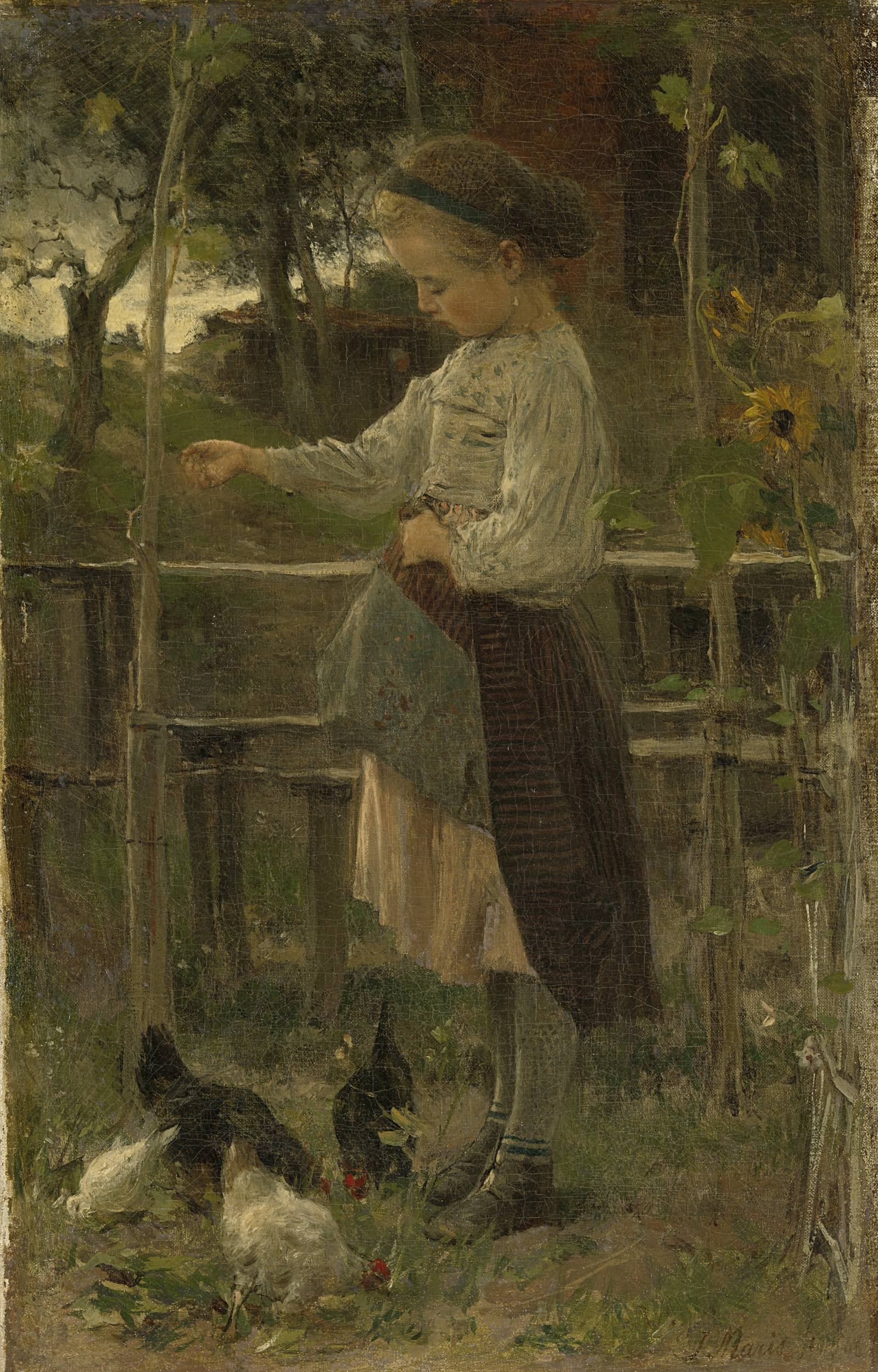
鶏に餌を与える少年 (1866)
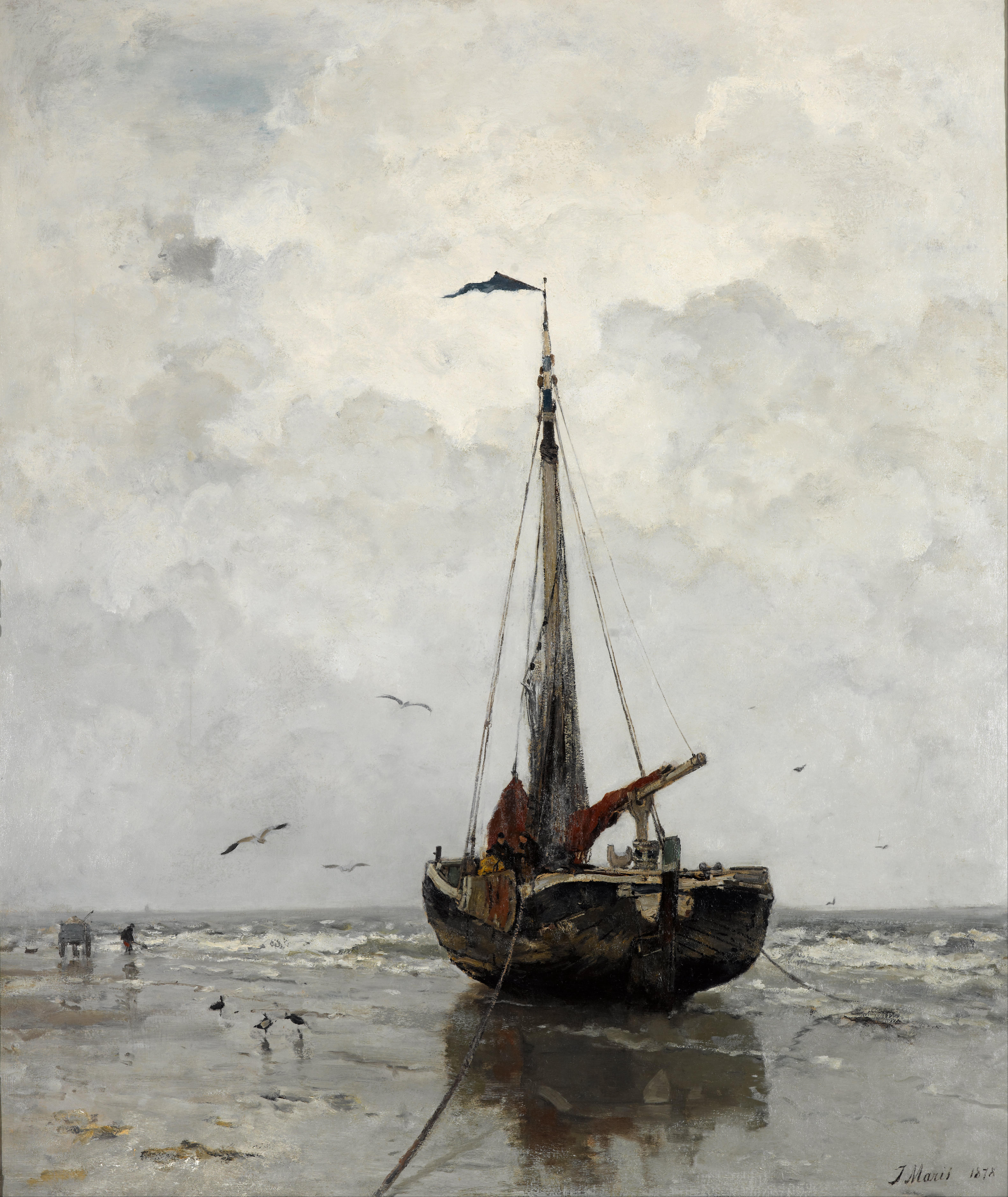
漁船 (1878)
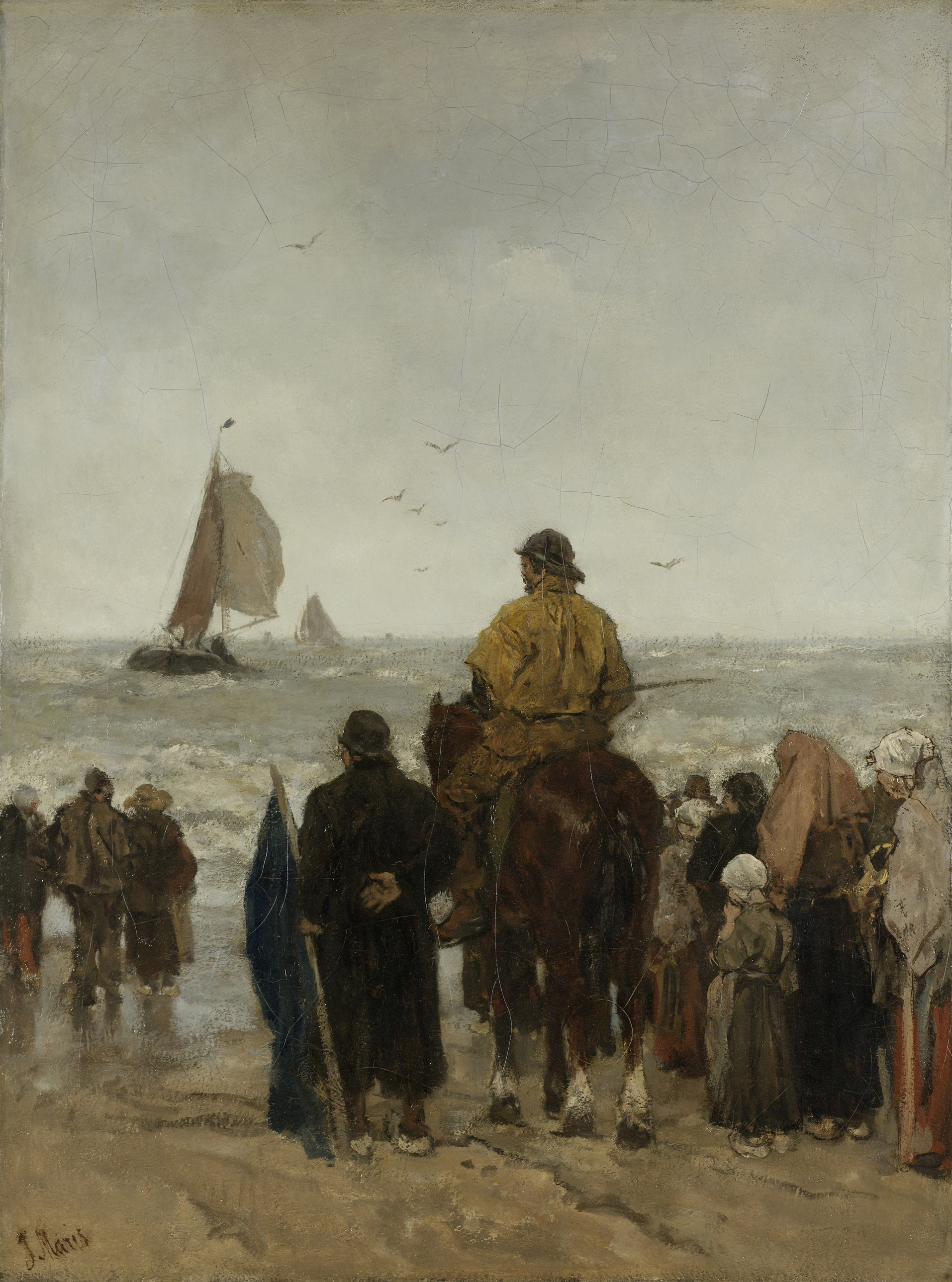
舟の到着 (1884)
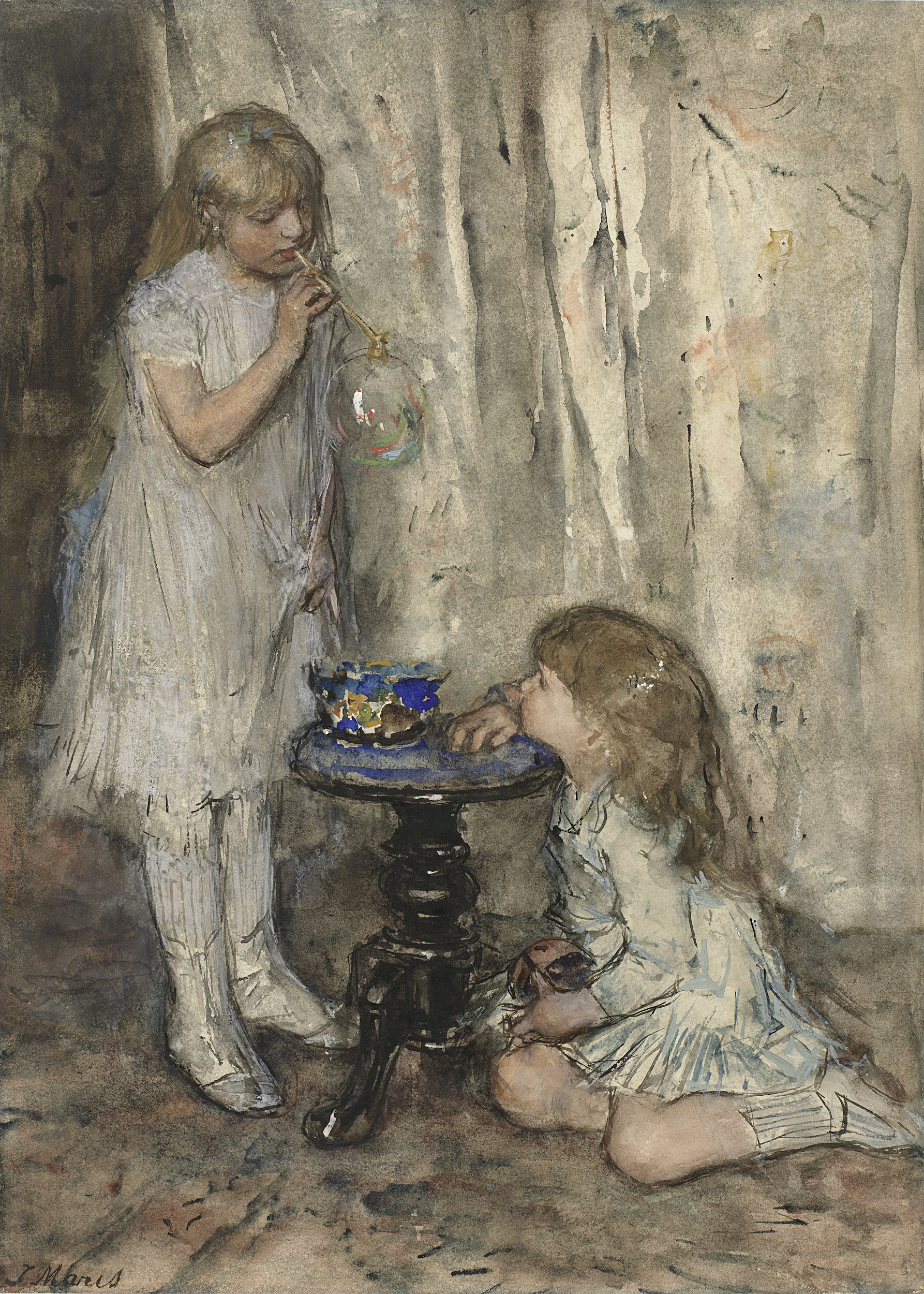
シャボン玉を吹く娘たち (1870s)

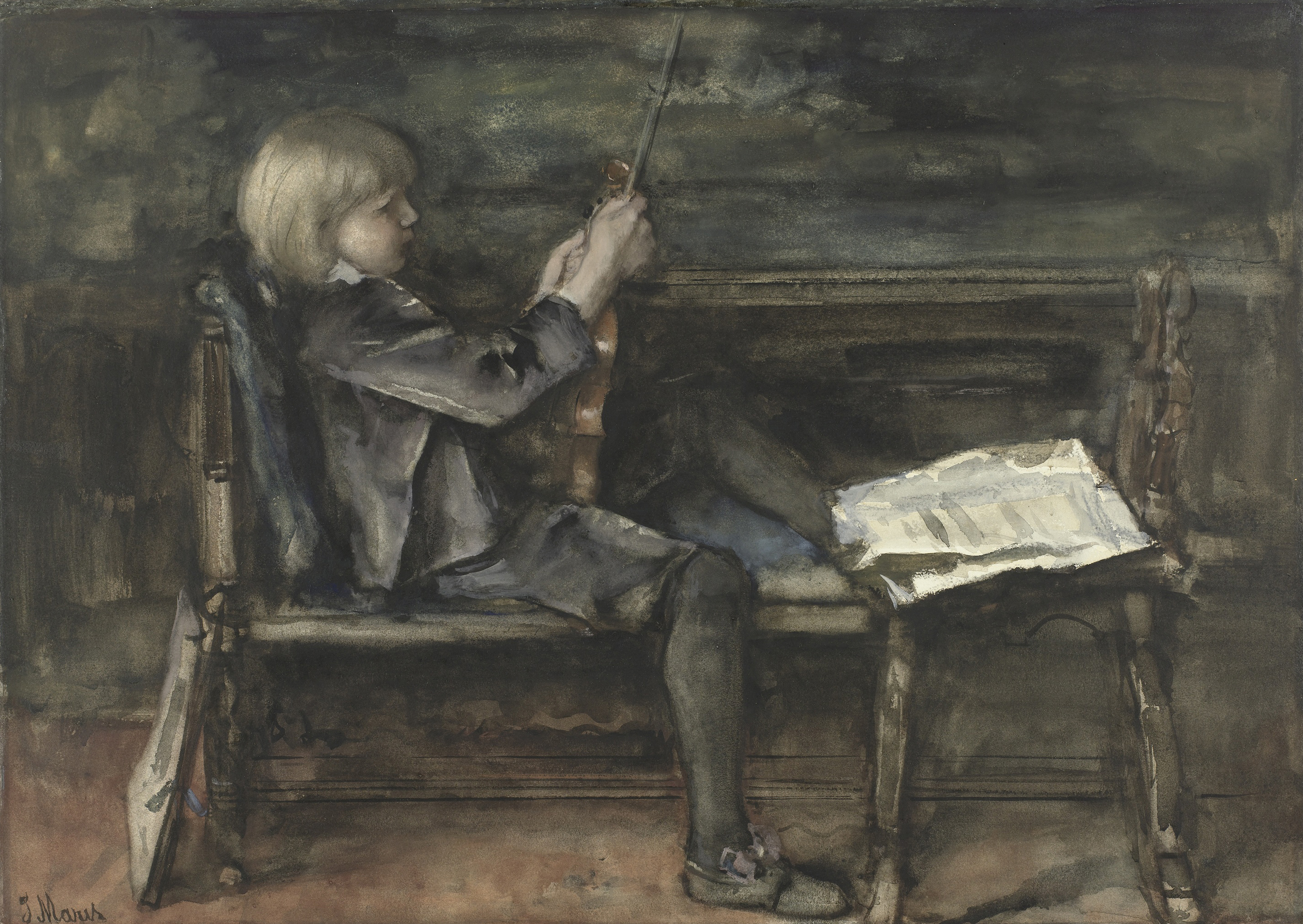
弟ウィレム・マリスの肖像
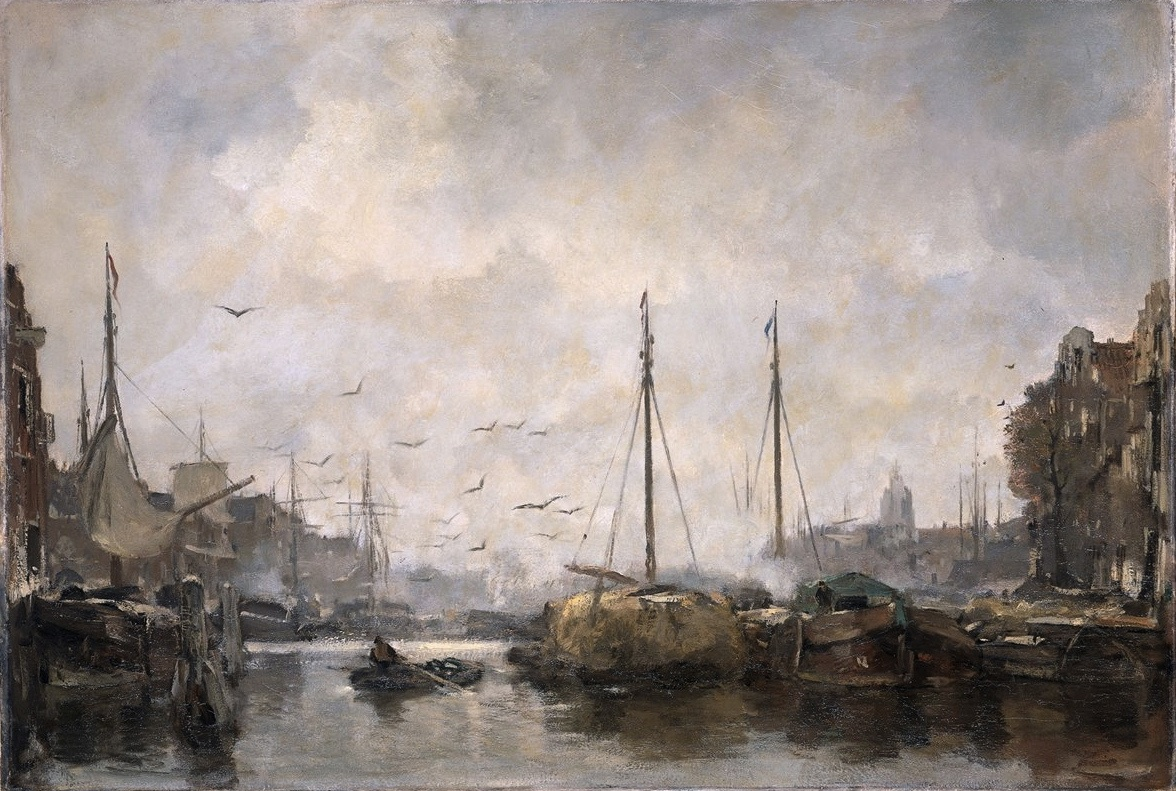
街の風景 (1885/1887)
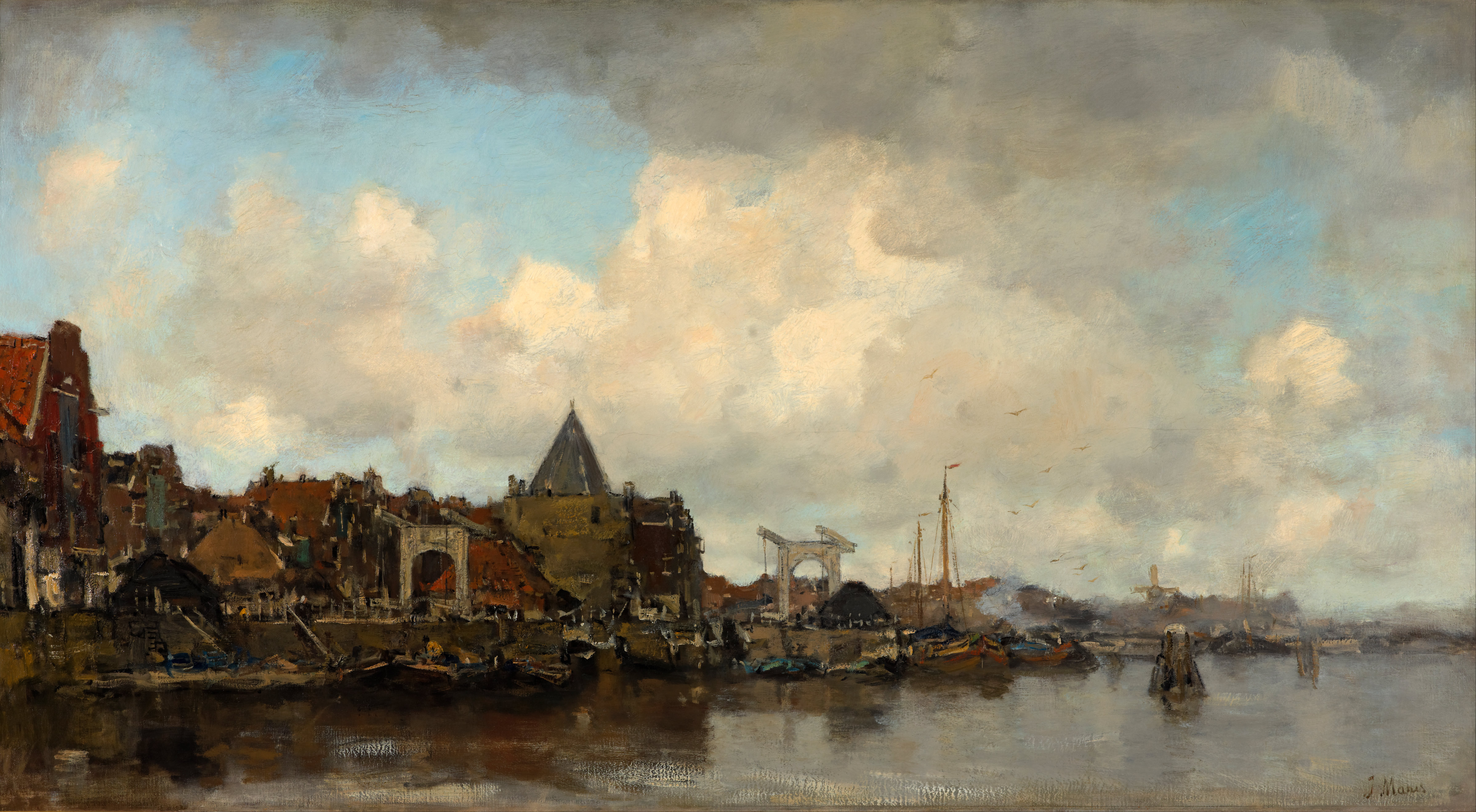
アムステルダムの「涙の塔」